# Anna (żona Artabasdesa)
Anna – cesarzowa bizantyńska w latach 742-743.
Była córką Leona III Izauryjczyka i jego żony Marii. W 715 roku jej ojciec walcząc o tron zawarł sojusz z Artabasedesem. Jego przypieczętowaniem było małżeństwo z Anną. W okresie uzurpacji (742-743) swojego męża została koronowana na cesarzową. 
Anna ze związku z Artabasdesem  miała dwóch synów:
- Nicefor, współcesarz w latach 742-743
- Nicetas, strateg temu Armeniakon w latach 742-743.

Data jej śmierci nie jest znana. 